# Кизилагаш (Зерендинський район)
Кизилага́ш (каз. Қызылағаш) — село у складі Зерендинського району Акмолинської області Казахстану. Входить до складу Кизилсаянського сільського округу.
Населення — 58 осіб (2021; 101 у 2009, 167 у 1999, 184 у 1989).
Національний склад станом на 1989 рік:
- казахи — 100 %.

Станом на 1989 рік село називалось Кзилагаш.